# タータン

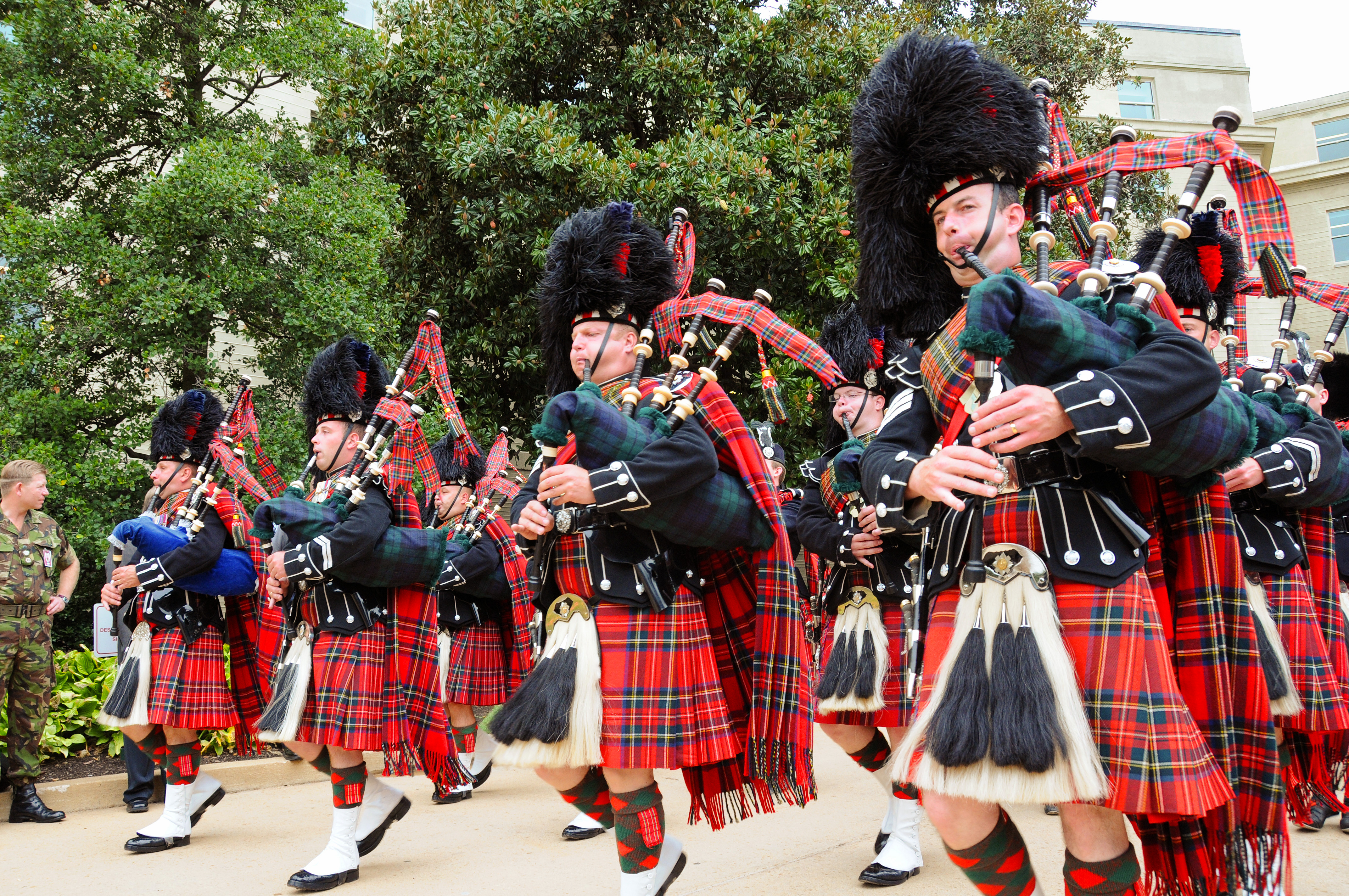
ロイヤルスチュアートタータンのキルトとプラッドを身に着けて行進するスコッツガーズパイプ隊。

タータン（英: tartan、スコットランド・ゲール語: breacan）とは多色の糸で綾織りにした格子柄の織物である。また格子柄そのものもタータンと呼ばれ、特に日本ではタータン・チェックと呼称される。元来は毛織物であったが近年では様々な素材で作成されている。スコットランド、特にハイランド地方の民族文化と強く結びついており、民族衣装であるキルトは通常、タータンによって仕立てられる。北米ではプラッド (plaid) と呼ばれることも多い。日本では「家紋のようなもの」と例えられ、世界的にもクランとタータンの関係性について言及されることが多いが、家柄とは直接的な関係性のない、特定の地域や企業と結びついたタータンも存在する。さらには単にファッションとして利用されるファッション・タータンといったものも存在する。ただし、商業主義的なタータンについては否定的な見解を持つものもいる。
かつては古代ケルトにまでさかのぼる伝統文化という考え方もあったが、これは現在では否定されている。タータンは16世紀から17世紀ごろにハイランド地方の衣装として定着したと考えられている。また、現在のように格子柄を持つものだけでなく、無地のものもタータンと呼ばれていた。1746年にハイランドを中心とした反乱が鎮圧されると、政府はタータンの着用を法律により禁止した。この法は1782年に撤廃されたが、その頃にはハイランドではタータンはすたれつつあった。18世紀末から19世紀にかけてロマン主義者がハイランドの歴史と文化を喧伝し、美化された「高貴な未開人」のイメージを広めたことでハイランド・ブームが起こった。さらにジョージ4世のエディンバラ訪問式典では全員にタータンの着用を義務付けたことで、タータンは復活を遂げた。それまで野蛮なものとして忌避していたローランド人もこの時期にタータンを着るようになった。さらにこの頃に、クラン（氏族）ごとに固有のパターンを持つ、クラン・タータンの概念が確立されていった。ヴィクトリア時代には女王ヴィクトリアとその配偶者アルバート公はタータンをデザインするなどハイランド趣味に高じ、これによってタータンは爆発的に流行した。この頃に化学染料を使った明るい色のものや正装用のタータンとしてドレス・タータンが作り出された。今日では伝統的な毛織物ではなく化学繊維で作られたものや、企業用のコーポレート・タータンといったものも存在する。
20世紀に入ると伝統文化であるタータンを保護、保存するためスコティッシュ・タータン・ソサエティ (STS) やスコティッシュ・タータン・オーソリティ (STA) といった団体が設立され、タータンの登録を行うようになった。これら民間団体が独自に登録を行うことは混乱を招くため、2008年にスコットランド・タータン登録法 (Scottish Register of Tartans Act 2008) が制定され、スコットランド国立公文書館の配下にあるスコットランド・タータン登記所にそのパターンが登録されるようになっている。登記所ではスコットランド国内のみならず、世界中のものが登録されており、ここに登録されていないものはタータンを名乗ることができない。

## 語源

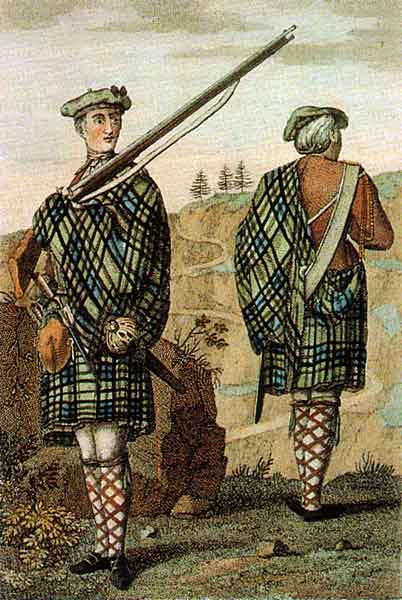
1744ごろ描かれたハイランド連隊の兵士。左側の兵士はベルト付きプラッドをまとっている。

英語の tartan という単語の由来として有力視されているのは中世フランス語の tiretaine である。他にもゲール語の tarsainn に由来する説や、古いスペイン語の tiritana (tiretana) から来たとする説などがある。1538年にはジェームズ5世のためにハイランド・タータン (Heland tertane) が作られたという記録が残されているが、どのようなものであったかは定かではない。1800年代には「無地のタータン」の注文記録が残っており、少なくともこの頃まではタータンという言葉が必ずしも格子柄を持つ布地を表すものではなかったことがうかがえる。ハイランドのゲール語話者は柄のある布を「多色」を意味する breacan と呼んでおり、次第にハイランドの織物を意味する tiretaine と格子柄の織物を指す breacan が混同され、現在の tartan という言葉になったと考えられている。
今日ではタータンは織物のことを指し示すだけでなく、その模様のことも意味する。また、北米ではタータンのことをプラッド (plaid) と呼ぶことが多い。plaid という言葉はゲール語の毛布を意味する言葉に由来し、特にハイランドの衣服として使われる大判の布地を指していた。この布地はタータンで作られていたことが多かったため、タータンとプラッドが混同されたと考えられている。このプラッドを使った衣装（ベルト付きプラッド）は動きやすいように上下に分割され、下の部分は今日のキルトとなっている。上の部分はバグパイプの奏者が身に着ける肩掛け (Full plaid) や男性用の正装に使われる肩掛け (Fly plaid) となっている。日本語ではプラッドのことをプレード、プレイドなどとも表記するが発音的にはプラッドが正しい。

## 構成

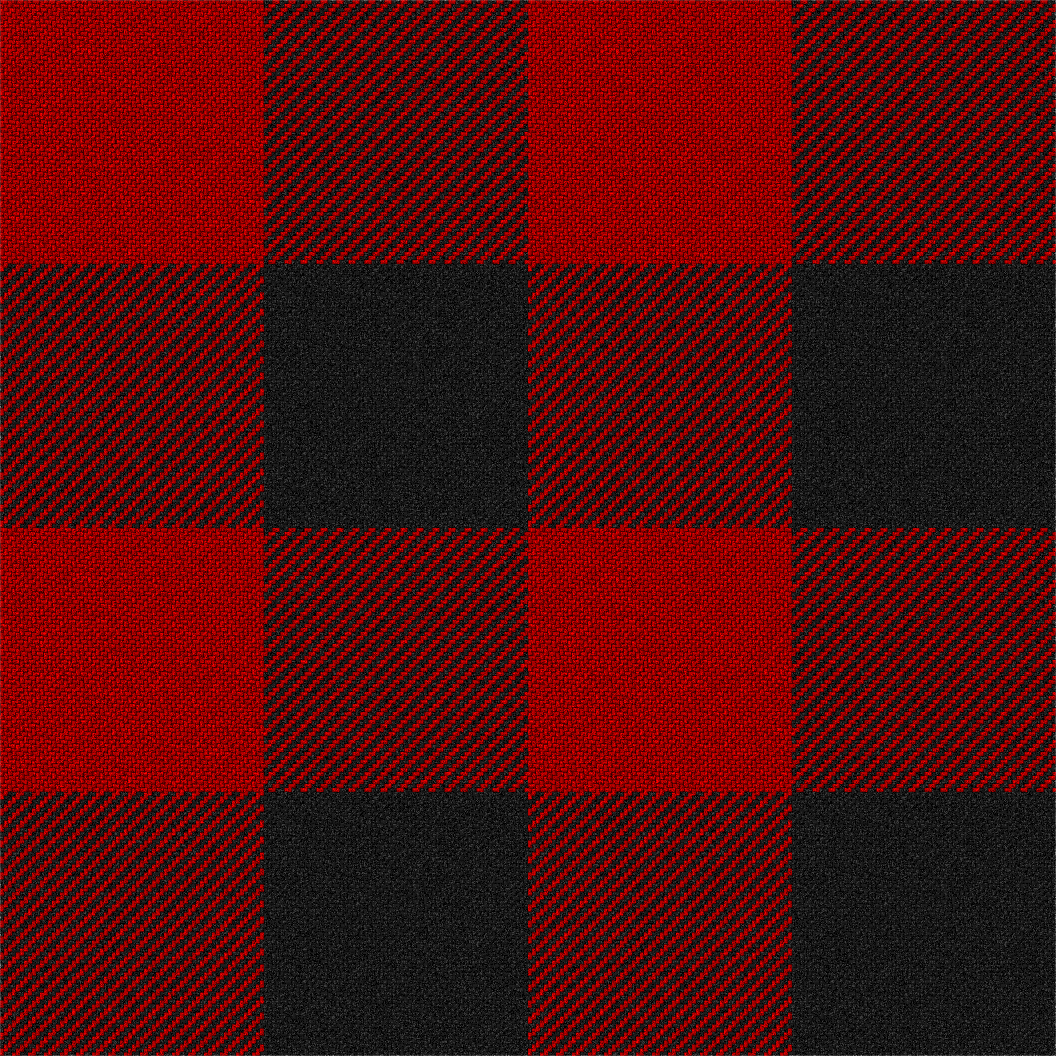
ロブ・ロイ・マクレガー。黒と赤の2色しか使用されていないが、混色が生じており3色の色彩を持つ。

染色済みの経糸（たていと）と緯糸（よこいと）を直交させて格子縞を形作る。経糸2本の上を緯糸が通り、次に経糸2本の下を緯糸がくぐり抜けていくシンプルな綾織り（右綾）となっている。経糸と緯糸が同じ色だと、タータンには無地が形成される。異なる色の糸が交差する場合は、斜めに線の入った模様を作り、2色の均等な混色を形成する。このように2色で織られたタータンは混色1つを含め3つの色を形成する。混色を含めた色の総数は二次元的に増加する。最終的に示される色彩は、使用される色の数を {\displaystyle x} とすると {\displaystyle \left(x+1\right)\times {\frac {x}{2}}} で表される。6つの色を使用したタータンでは21色を形成する。多くの色が使われると派手なパターンになると考えがちだが、混色が多くなるため、かえってぼんやりとした地味なパターンになる。
タータンの繰り返し現れるパターンの1単位をセット (sett) と呼ぶ。セットはピボットと呼ばれる地点まで進むと、またセットの始めから繰り返すか、反転してパターンを描いていく。水平方向にも同様にセットが繰り返される。反転するパターンは線対称を描くためシンメトリカル（対称）と呼ばれる。セットの始めから繰り返すものは線対称にならないためアシンメトリカル（非対称）と呼ばれる。
タータンはセットに現れる各色の糸を数えることで記録される。スレッドカウントは縞の幅を表すだけでなく、使用されている色も示す。例えば、B24 W4 B24 R2 K24 G24 W2 というスレッドカウントは、青24本、白4本、青24本、赤2本、黒24本、緑24本、白2本を意味する。最初と最後の糸はピボットとなる。またピボットであることを明示するため、以前は太字にしていたが、現在ではB/24のように表記する。タータンはシャトルの往復によって織られていくため、スレッドカウントは常に偶数になる。セットはタータンの模様を定義するが、最終的な製品は使われる糸の種類や用途によって変化する。セットが250本の糸で構成される場合、羊毛ならおおよそ12-15センチメートルとなるが、絹糸を使った場合はこれよりも小さくなる。また、セットが12-15センチメートルもあるとネクタイなどでは模様が大きすぎるため縮小して使われる。
タータンの色に特別な意味を見出すことは古来からあったものではない。例えば赤いタータンは「バトル・タータン」であり、赤は血の色を意味するといった話はただの俗説に過ぎない。しかしながら、カナダやアメリカのディストリクト・タータンのような新しいタータンでは色に意味を持たせている。例えば緑はプレーリーや森林を表し、青は湖や河川、黄色は作物を表すことがある。

## 分類

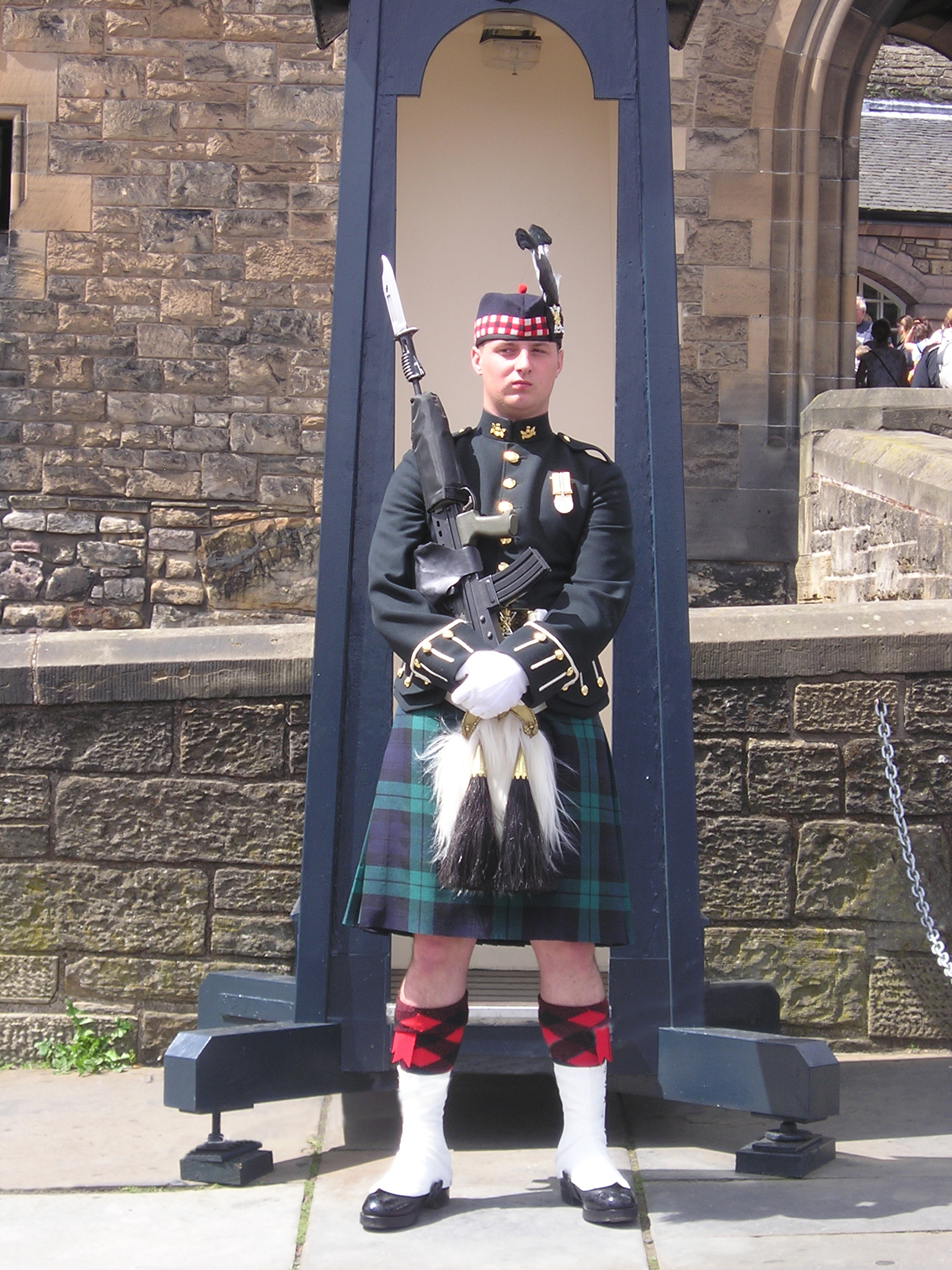
ブラックウォッチタータンのキルトを着用して衛兵任務に就くロイヤル・スコットランド連隊兵士。同連隊はブラックウォッチ連隊が他の連隊と統合されて出来た部隊であり、連隊の制服にはブラックウォッチタータンのキルトが採用されている。但し、このブラックウォッチタータンはブラックウォッチ連隊のもの（Govt 1）ではなく、サイズが一回り大きい第93（サザーランド・ハイランダーズ）歩兵連隊のもの（Govt 1A）である。

### 目的や用途による分類
タータンはその目的や用途などによって大まかに分類される。
クラン・タータン
クランを構成する者が着用するタータン。クランごとに異なるパターンを持つ。日本ではタータンが「家紋のようなもの」と紹介されることもあるが、これはクラン・タータンのことである。クランとクラン・タータンは必ずしも1対1で対応しているわけではない。一つのクランが複数のクラン・タータンを持つこともある。1900年代初期には好き勝手にクラン・タータンが作られないよう、スコットランド紋章院の長官が厳しく審査を行っていた。現在ではクラン・チーフがパターンについての決定権を持ち、キャンベル・クランのようにチーフの意思によって変更になることもある。クラン・チーフおよびその直系家族はクラン・タータンを着用せずに「チーフ・タータン」を着用する。また直系以外の家族は「ファミリー・タータン」を着用する。かつてのチーフを中心としたミニ国家然としたクランは消滅したが、今日でも同じ姓を持つ人々がチーフの元、クラン協会を設立しクラン・タータンの保存に努めている。
ディストリクト・タータン
地域に関係したタータンで、もともとは採れる染料の違いなどから地域ごとにパターンが違ったものが、ディストリクト・タータンとして認識されるようになったものと思われる。また特に地域に由来を持たなくとも地名を冠してさえいればディストリクト・タータンに分類される。伝統的な着用マナーでは、クラン・タータンを持たない者が着用するものとされる。地域はスコットランドや英国領に限定されるわけではなく、カナダの各州やアメリカ合衆国の多くの州は公式または非公式のディストリクト・タータンを持っている。また、カナダはメイプル・リーフ・タータンを国の公式なエンブレムに採用している。
ミリタリー・タータン
アーミー・タータン、ガヴァメント・タータンとも呼称される。軍隊で使用されるタータンで最も有名かつ起源とされるのがブラックウォッチ・タータンである。
ロイヤル・タータン
王室が用いてきたタータンである。ロイヤル・スチュアートなど古くは君主の許可を必要とするものもあったが、現在ではヴィクトリア女王の夫アルバート公によってデザインされたバルモラルのみ王室専用のタータンとされている。ロイヤル・スチュアートはタータン登記所のカテゴリでは clan/family に分類されている。バルモラル以外のロイヤル・タータンでは、ヴィクトリア女王が愛用しバルモラル城のインテリアにも使用されたというヴィクトリアなどがロイヤル・タータンとされている。
コーポレート・タータン
企業が制服や販売促進、コーポレート・アイデンティティに利用するタータンである。著名なものとしてバーバリーのタータンが挙げられる。日本でも伊勢丹は1960年に買物袋の柄を黄色とオレンジのマクミラン・アンシェントにして好評を博し、1968年には男性ファッションの新館用のバッグに緑と紺のブラックウォッチを採用、タータン柄の買物袋は伊勢丹の象徴とも言える存在となっていった。2013年にはオリジナル・タータンであるマクミラン・イセタンを制作している。2004年に三越も百貨店創業100周年記念にエジンバラタータンを元にしたオリジナルの「三越センテニアルタータン」を発表し、スコティッシュ・タータン協会に登録、多数のコラボ商品を発売した。他にもサンリオは2009年にハローキティの生誕35周年を記念してオリジナル・タータンを登録している。
ファッション・タータン
ファッションで使われるタータン。誰が着てもよいとされるユニバーサル・タータンである。伝統性などとは無関係であるため好ましく思わない人間も存在する。
メモリアル・タータン
何かの記念または追悼などでデザインされるタータン。ダイアナ妃を追悼・顕彰するダイアナ・プリンス・オブ・ウェールズ・メモリアルなどがある。
ハンティング・タータン
ヴィクトリア時代に生まれたタータンで、元々存在するタータンの色合いが狩猟に適したものになっているもの。黒や茶、暗緑色などを基調とし暗い色調となっている。ハンティングと名前がついているが実際に狩猟に使われることは稀であったという。
ドレス・タータン
ハンティング同様、ヴィクトリア時代に生まれたタータンで、元々存在するタータンの基調を白としたもの。ディナーに正装をする習慣が広まったことにより生まれた。ハイランドの女性たちが着ていたアリセドという白やクリーム色を基調としたタータンを元にして生まれた。マクラウド・ドレスのように基調が白ではないもの（黄色）も存在する。今日ではハイランド・ダンスの衣装として好まれる。

### 色合いによる分類
目的や用途以外に色合いによっても分類されるが、これらは色合いが違うだけで異なるタータンとはみなされない。
modern
1855年以降に使われた化学染料で染色したもの。明暗がはっきりした濃い色合いで、混色の美しさが損なわれることも多い。
ancient, old
自然の染料を使ったもので柔らかな色合いのもの。赤は ancient ではオレンジ色となる。
muted, weathered
日にさらされた、または年月が経ったかのような色合いを持つもの。
reproduction
タータン製造業者、D.C. Dalgliesh の登録商標。カロデン・ムーアにおいて発見された古いタータンに着想を得ている。年月の経った古いタータンを作られた当時の色合いを再現しているもの。またはあるタータンが古い年月を経った姿を表現したもの。

## 歴史

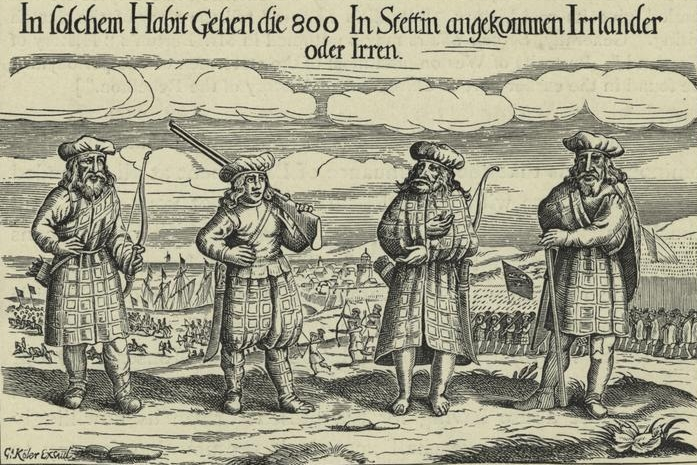
タータンを着用した兵士を描いたものとしては最古期のもの（およそ1631年ごろの木版画）

### 古代
今日ではタータンはスコットランドと深く結びつけられているが、タータンの起源に類するものはブリテン島から遠く離れたところで見つかっている。織物の歴史を研究している E. J. W. Barber によれば、紀元前8世紀から6世紀にかけて栄えたハルシュタット文化においてタータンと似た織物が作られていたという。オーストリア、ザルツブルク近郊のハルシュタットの岩塩抗では大変保存状態の良い格子柄の織物が発見されている。ハルシュタット文化はドイツ南部やフランス東部といった中央ヨーロッパに大いに広がり、ハルシュタット文化から続くラ・テーヌ文化ではスペインやブリテン島にまでその影響を及ぼした。ブリテンで発見された最古のタータンとされるものは紀元3世紀ごろと推定される「フォルカーク・タータン」である。スコットランドのフォルカークで見つかったこの布地は、およそ2,000枚の古代ローマ銀貨の入った土器の栓として使われていた。無染色の羊毛で織られており、こげ茶と明るい緑がかった茶色の2色によって模様が作り出されている。ただし後世のタータンとは異なり、模様は市松模様である。このような初期のタータンに類した織物はローマ時代以前には作り出されていたと考えられ、こうしたものが北ヨーロッパのユトランドで盛んだったように、北部のローマ属州では一般的なものだったと考えられている。
スコットランドは比較的平坦な南部のローランド地方と急峻な地形の多い北部のハイランド地方に大きく分かれる。ローランド地方はイングランドと国境を接しており、政治的にも文化的にもイングランドの影響を受けていった。またスコットランドの首都エディンバラもローランドにあった。対してハイランド地方は深い渓谷と鋭い岩山が自然の障害となっていたため王の権威が届かず、クランと呼ばれる血縁や地域的な連帯を元にした集団が、なかば小さな独立国家のような状態で多数存在した。ハイランドは文化的にもイングランドやローランドとは大きく異なり、スコットランド国内においてもローランド人からは野蛮人とみなされてきた。一般的なハイランド人の服装は、太ももまで届く長袖のシャツの上に「プラッド」と呼ばれる肩掛けないしはマントを羽織るものであった。これが17世紀ごろになると1枚の大きな布を体に巻き付けて上着とする、ベルト付きプラッド（ベルテッド・プラッド）が一般的となっていった。プラッドは無地のものもあったが、格子柄を持つものも多く、今日タータンと呼ばれるものへとつながっている。

### 「タータン」の起源

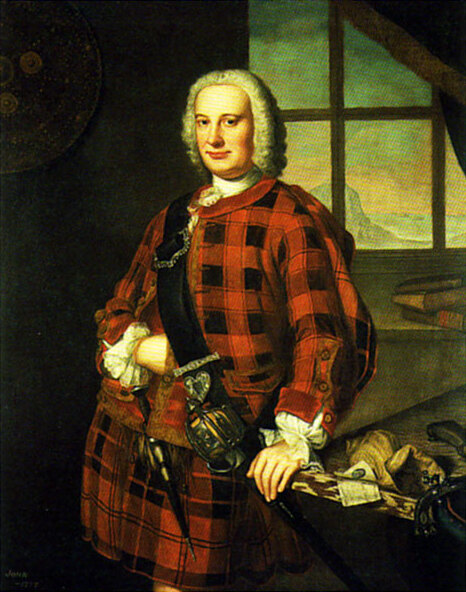
1749年に描かれたジョン・キャンベル (John Campbell of the Bank) の肖像画。今日のキャンベル・クランのタータンはこの肖像画と異なり、主に青、緑、黒を基調としている

「タータン」という言葉が最初に現れるのは1538年の政府の財務記録の中であるが、これが格子柄を持つものであったかは定かではない。「タータン」という言葉は単に布地を意味しており、必ずしも格子柄を持つものではなかった。いつ「タータン」という言葉の定義が、格子柄の織物となったのかは不明であるが、17世紀に入るとクラン・チーフの肖像画などの図像史料に格子柄の衣装が登場していることから、おそらくは16世紀から17世紀にかけて現在「タータン」と言われるものが成立していったと考えられている。また16世紀までには縞模様またはチェックのプラッドに言及した資料は多数存在するが、今日知られている地域やクランと結びついた「タータン」はまだ存在していなかったと考えられている。18世紀前半に描かれた肖像画では、同じクランに属する人物が全く別のタータンを身に着けているケースも散見される。マーティン・マーティンが『スコットランド西部諸島探訪記』(A Description of the Western Islands of Scotland, 1703) に記したところによれば、島ごとに異なる色やパターンを用いたタータンを着用しており、タータンを見れば大体出身地域を推定できるとしている。地域によって統一されたとまでは言い難いにせよ、この頃にはディストリクト・タータンにつながるものが形成されつつあったと言える。しかしながら、マーティンはクランとタータンの模様の関係については触れておらず、クラン・タータンが登場するのはさらに時代が下ってからのこととなる。
1587年にはデュアート城を居城とするマクレーン・クランのクラン・チーフ、ヘクター・マクレーンは、白・黒・緑の3色で織られた60エルの布を収めることでアイラ島の借地料とすることを王より許可されている。これが今日のマクレーン・オブ・デュアート・ハンティングの由来となっており、この頃にはクラン・タータンが存在したとするものもいる。しかしながら、この由来は捏造が指摘されている『スコットランドの衣類』によるものであり、布を収めたことは史料に残されているが模様については触れられておらず、このようなタータンが存在したという確かな証拠はない。
1700年代初頭には領主が借地人や家臣に揃いのタータンを着るよう定めたことが複数の史料に残されており、クラン・タータンの原型と見られている。逆に言えばこの頃までは揃いのタータンを着る習慣がなく、各人が好みなどによってタータンを選んでいたことがうかがえる。ハイランドに大きな影響を及ぼすジャコバイトの反乱、その要因となった名誉革命が起こったのもこの頃である。1688年から1689年にかけて起こった名誉革命によってジェイムズ7世（イングランドではジェイムズ2世）は王位を失った。王位を失いフランスに亡命した王とその子孫に忠誠を誓うものたちはジャコバイトと呼ばれた。ジャコバイトは名誉革命直後から反体制派として反乱を起こしていった。反乱の中心的役割を担ったのはハイランドのクランであった。ただしハイランドのクランも必ずしも一枚岩なわけではなく、キャンベル・クランなど政府に付き従うものもいた。こうした政府側についたハイランド・クランの中から、ジャコバイトの活動を監視・鎮圧するためのハイランド独立中隊が結成された。このとき司令官から可能な限りタータンを揃えるよう命令が下されている。これがミリタリー・タータンの起源とされる。この部隊は後に再編成されブラックウォッチ連隊となった。ブラックウォッチ・タータンの起源については諸説あり、キャンベル・クランのクラン・タータンだったとする説もあるが、ブラックウォッチ連隊が結成された1739年の時点では確固としたクラン・タータンは存在しなかったと考えられている。1745年、カロデンの戦いにおいて政府軍がジャコバイトに勝利を収めると、政府は反乱を支援してきたハイランド・クランの解体を画策する。決してハイランドのクラン全てがジャコバイトを支持したわけではなかったが、処罰の対象はハイランド全体に及んだ。クラン・チーフが持つ世襲制司法権を取り上げ、チーフがクランに属するメンバーに兵役を科すことを禁止し、ゲール語、バグパイプ、そしてハイランド・ドレスの着用を禁止した。これら一連の法律の狙いは、チーフとメンバーの結びつきを弱めクラン社会を解体することと、ハイランド的なものを禁止することで、ハイランドをローランドやイングランドと同質化させていくことにあった。政府側がタータンをハイランドの結束を高めるものと見ていたことは明らかであり、この頃にはクランとタータンの間に何らかの関係性が生まれていたと考えられる。

### ロマン主義とナショナルシンボルへの変化
スコットランドは合邦による「国家の喪失」を経験しており、大きなイングランド化の流れの中でスコットランドの文化的アイデンティティを求めていた。ジャコバイトの反乱が過去のものになってくるとアイデンティティを求める者たちは、それをハイランドに求め、ハイランドの文化と歴史を見直し称賛する動きが出てきた。1778年、ハイランドの伝統文化復活を求め、ロンドンでハイランド協会が設立された。ハイランド・ドレス着用禁止法の適用範囲はハイランドに限られ、ローランドやイングランド、海外植民地には適用されなかったため、会員たちはロンドンでタータンを身にまとい、法律の撤廃を求めた。運動が功を奏し、ハイランド・ドレス着用禁止法は1782年に撤廃されたが、この間に多くの柄が失われていった。法が撤廃されるまでタータンを維持し続けたのはローランドの織物業者とブラックウォッチのような政府に付き従うハイランドの軍隊であった。ハイランドとローランドの境界に位置するバノックバーンでは多くのタータンが作り出され、ハイランド人部隊や植民地のプランテーションで働く奴隷の衣服として、タータンが大量生産された。
またこの時期から19世紀前半にかけてロマン主義文学が興隆し、ハイランドひいてはスコットランドは「ロマンチックな国」と目されるようになる。先駆けとなったのは1760年代に刊行されたジェイムズ・マクファーソンの「オシアン」であった。オシアンはハイランドに古くから伝わる伝承をマクファーソンが翻訳したという触れ込みであり、1762年に『フィンガル』、1763年に『テモラ』として出版された。1773年には訳文を見直し2巻をまとめた『オシアンの詩』が出版された。この作品は、古来の伝承と偽ったマクファーソンの創作であるとしてサミュエル・ジョンソンなどから厳しく批判されたが、読者はハイランドとその文化に憧れや興味を掻き立てられていった。オシアンに影響を受けたロマン主義の作品も次々と出版された。このロマン主義ブームをさらに推し進めたのが、タータンの歴史を語る上で欠くことのできない重要人物の一人、ウォルター・スコットである。ジャコバイトの反乱を題材とした歴史小説『ウェイヴァリー』は空前の成功を収め、ハイランドを題材とした他の作品とともにタータンの知名度向上に大きく貢献した。ロマン主義文学が広めた「ハイランドのアイデンティティ」は「スコットランドのアイデンティティ」として受け入れられるようになっていった。それまでハイランド人を蔑視し同族意識を持つことに否定的だったローランド人も、ハイランド文化を自分たちのものとしていった。

### ジョージ4世の訪問

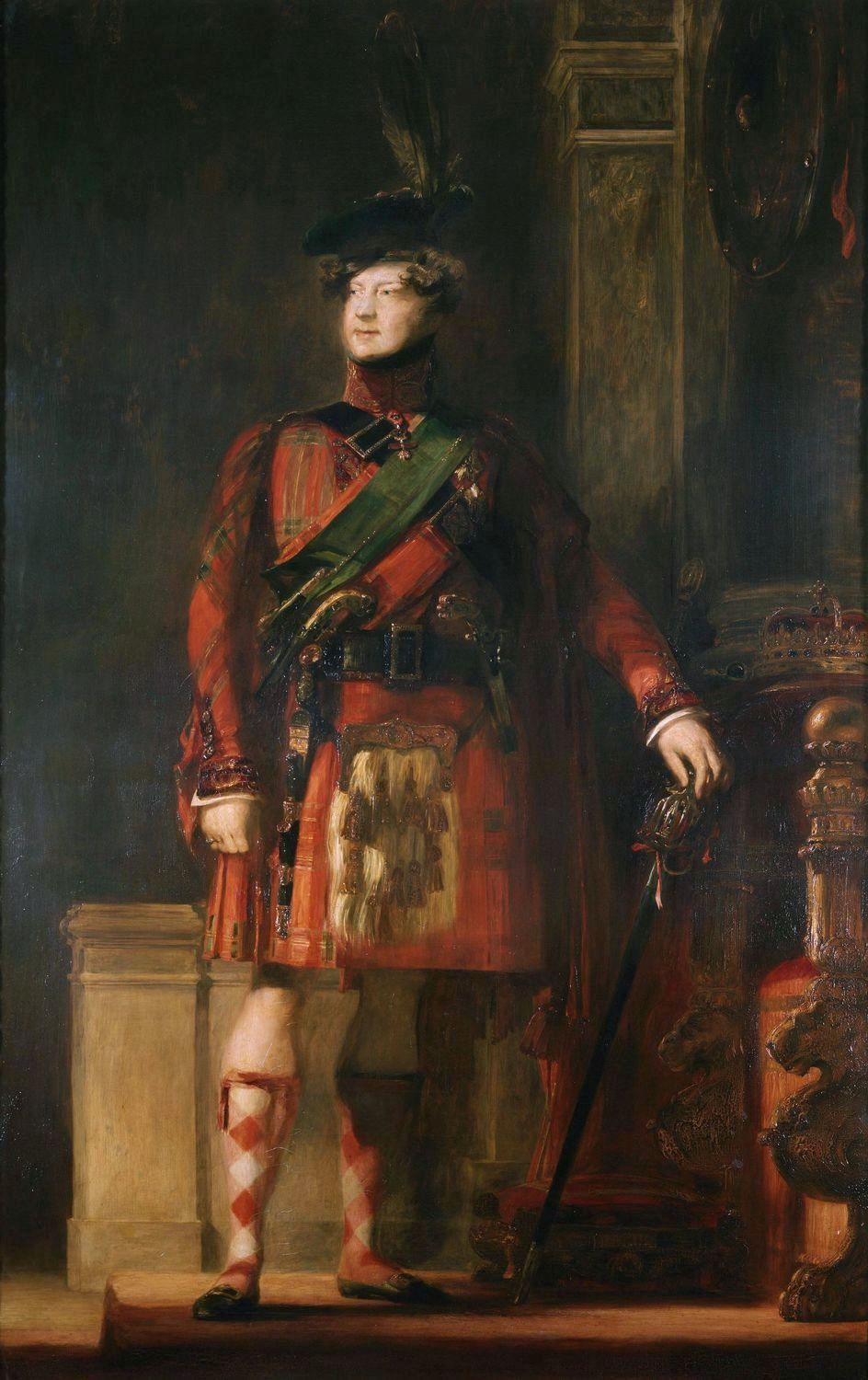
デイヴィッド・ウィルキーによるジョージ4世の肖像画。1822年のスコットランド訪問時にハイランド・ドレスを身にまとった姿を描いたもの

タータンは1822年のジョージ4世のエディンバラ訪問によって大きな流行を見せた。国王のスコットランド訪問は、ハノーヴァー朝君主としては初めて、スコットランド国王としても約170年ぶりのことであった。式典を取り仕切ったのはわずか2年前の1820年に設立されたエディンバラ・ケルト協会であった。協会の会長はウォルター・スコットである。スコットは作家として高い名声を得ていただけでなく、1818年にはスコットランドの戴冠用宝器（スコティッシュ・レガーリア）の捜索も成功に導いていた。スコットらは各人にタータンを着用するよう命じ、またジョージ4世自身もハイランド・ドレスをその身にまとった。国王がタータンを身に着けるという情報が事前に出回ると、これがタータン・ブームを引き起こした。タータンとは無縁であったローランド人もこぞってタータンを求め、ある織物業者にはそれまでの10倍もの注文が殺到した。このときジョージ4世が身に着けたタータンがロイヤル・スチュアートである。また、この時に今日まで続くクラン・タータンが定着した。式典ではクランの各員に揃いのタータンを着用させるようにとの通達がクラン・チーフになされたが、自分たちのタータンがどのようなものか分からない者も多かった。織物業者、ウィリアム&サンズはこれをビジネスチャンスととらえ、自社の商品を由緒正しいものとして販売するため、タータンの登録を行っていたハイランド協会からお墨付きを得ていった。各クランはクラン・タータンを求め、織物業者はそれに応じていった。かくしてかつては名前もついていなかったタータンや新しく作られた柄が、クラン・タータンとして認められるようになった。タータンが「創られた伝統」とされる由縁である。
この式典を人気取りの茶番であると揶揄する声もあったが、とにもかくにもタータンは大いに流行した。1831年にはジェイムズ・ローガンが初めてのタータン専門書『スコティッシュ・ゲール』を出版し、織物業者はこれを元にクラン・タータンを作り出していった。クラン・タータンの図版が最初に現れたのは1842年の『スコットランドの衣類 (Vestiarium Scoticum) 』である。出版したのはジョン・カーター・アレンとチャールズ・マニング・アレンという兄弟であった。兄弟は自身たちのことをジョン・ソビエスキ・シュトルベルク・スチュアート、チャールズ・エドワード・スチュアートと名乗り、1945年に最後のジャコバイト反乱を起こした、チャールズ・エドワード・ステュアートの孫であると触れ込んだ。彼らの本はクラン・タータンについて書かれた古い写本を元にしていると主張していたが、その写本が提示されることはなかった。ウォルター・スコットは『スコットランドの衣類』が刊行されたときには亡くなっていたが、生前ある貴族からその真偽について意見を求められている。スコットはそこに掲載されたクラン・タータンが、近年になって作り出されたと考えられるローランドのものまであるのを見て、極めて否定的な見解を示している。『スコットランドの衣類』はそのすべてが捏造というわけではなかったが、非常に疑わしい内容のものであった。しかしながら当時のクラン・チーフや織物業者はこの本に俄然興味を示し、その後も『スコットランドの衣類』を元にしたタータンの書籍が出版された。

### 女王ヴィクトリアの時代

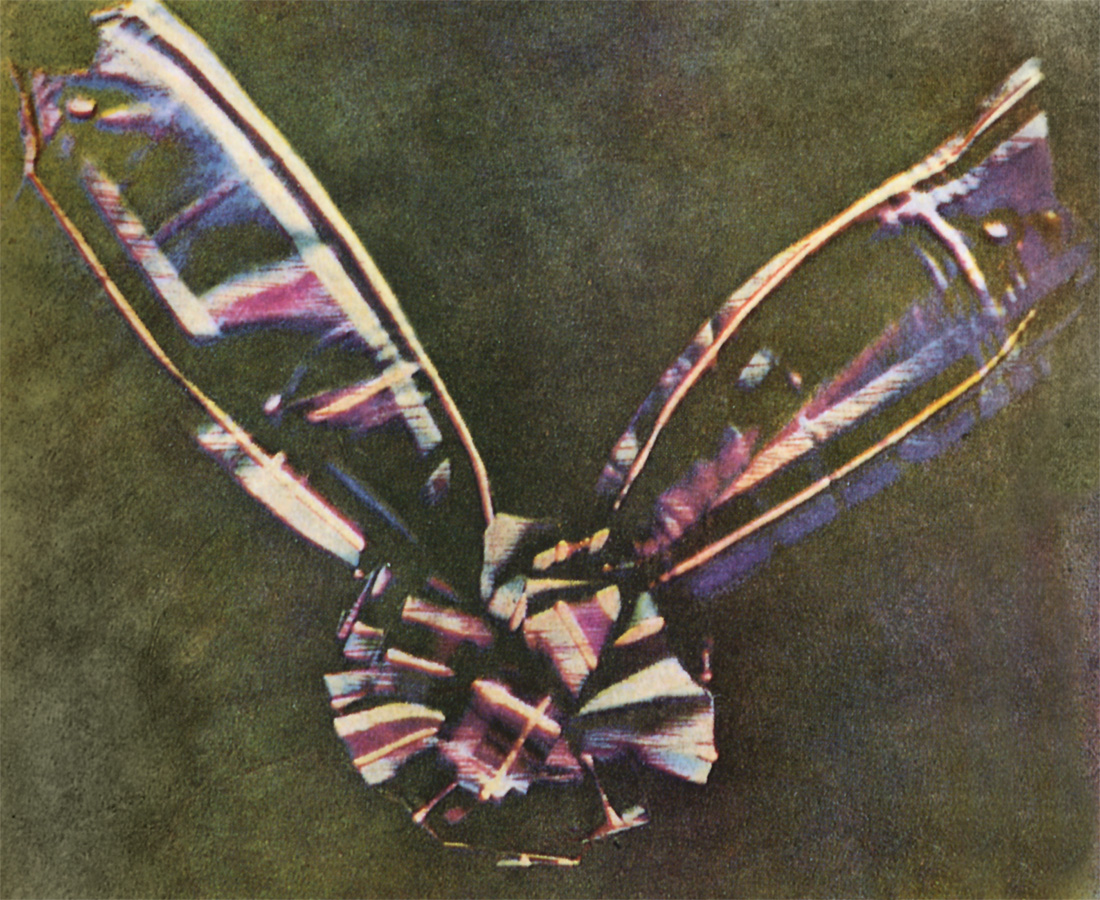
1861年に撮影された世界初のカラー写真の被写体となったタータンのリボン。カラーの印画紙は当時は存在せず、この画像自体は乾板を基にコンピューター合成により再現したものである。

『スコットランドの衣類』が出版された1842年は、ヴィクトリア女王と彼女の夫、アルバート公がハイランドへ初めて旅行した年でもあった。女王はハイランドをいたく気に入り、その後もたびたび訪れ、1848年にはバルモラル城で夏を過ごすようになった。1852年には城を買い取り、1853年から古城を取り壊しアルバート公自身が指揮を執って新たなバルモラル城を建造した。そのインテリアにはふんだんにタータンが使われた。女王の部屋のカーペットには赤いロイヤル・スチュアートとベースを緑に変えたハンティング・スチュアートが使われ、カーテンと家具の装飾にドレス・スチュアートが使われた。さらに女王はヴィクトリア・タータンをデザインし、アルバート公はバルモラル・タータンをデザインしている。女王は外出時にタータンのスカーフを身に着け、また旅行の際にヴィクトリア・タータンのドレスを着ていったという。アルバート公もキルトを着て外出し、子供たちにもタータンで出来た衣服を着させていた。女王一家がタータンを身に着けていたことで、タータンはファッション素材として爆発的に流行していった。「ハンティング」や「ドレス」といった分類が生まれたのもこの頃のことである。日本にもこの時期にタータンが紹介されたと考えられている。明治期の日本はイギリスとの交流がさかんであり、イギリスの流行が日本に伝わったと考えられている。明治期にタータンは「縞スコッチ」「スコッチ」などと呼称されていた。ヴィクトリア女王はタータンをこよなく愛し、タータンを広めることに大きく貢献した一方、伝統文化であるタータンを商業主義に貶めたと批判する声もある。
ヴィクトリア女王が著した『ハイランド生活日誌からの数葉』 (Leaves from the Journal of our Life in the Highlands) が国民的人気になったこともあり、ハイランドへの旅行者は数を増していった。ハイランドではこうした旅行者への土産物としてタータンウェア (tartanware) と呼ばれる工芸品が作り出された。嗅ぎたばこ入れ（スナッフ・ボックス）やティーキャディー（茶入れ）、筆記用具、裁縫道具などにタータンをあしらった土産物が多数作られた。これらの土産物は今日ではアンティークとしてコレクターの収集対象となっている。
1861年にスコットランド出身の物理学者であるジェームズ・クラーク・マクスウェルが撮影した世界初のカラー写真の被写体には、タータンのリボンが選ばれた。

### 発展する利用法
今日ではタータンはファッションとして、また企業の広報活動などにも使われるようになっている。1920年代にデザインされた「バーバリーチェック」は世界的にも有名なコーポレート・タータンである。
イギリスの航空会社、イージージェットはインバネス行きの航空機にタータンをあしらったものを採用しているほか、同国最大の航空会社であるブリティッシュ・エアウェイズも、一時期行なっていた塗装キャンペーン「ワールドイメージ」において、タータンをモチーフにした、題名「ベニーホーン」を塗装にしていた。

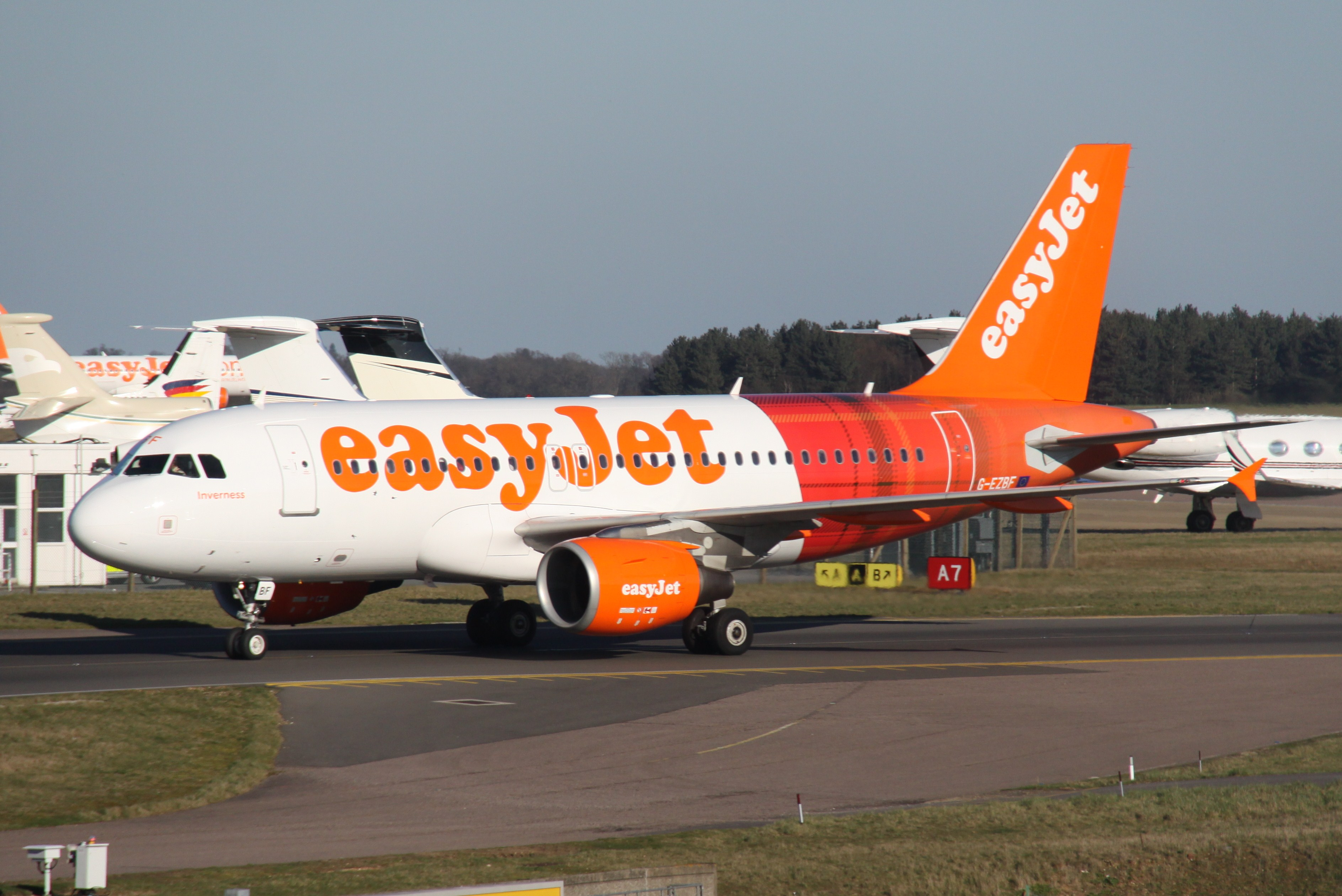
タータンが描かれた特別塗装機（イージージェット）
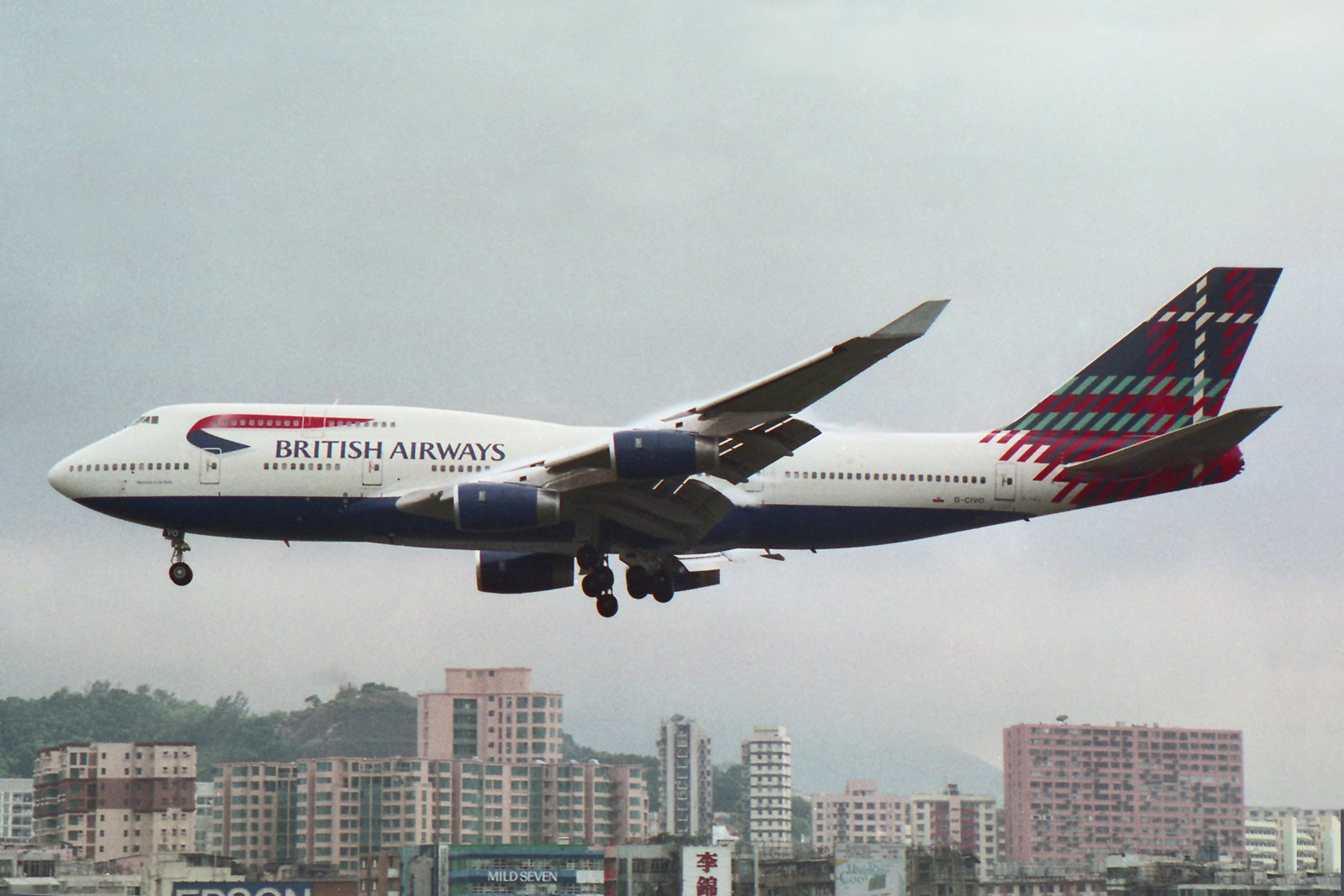
タータンをデザインした垂直尾翼模様（ブリティッシュ・エアウェイズ）

1970年代にヴィヴィアン・ウエストウッドが作り出した黒のレザージャケットとタータンの服装はパンク・ファッションの定番となっていった。それまでタータンは伝統や権威といったものを連想させるものだったが、パンク・ムーヴメントにおけるタータンは反体制のシンボルとなっていった。パンク・ファッションだけでなく、タータンは広くファッション業界で用いられている。

## タータンの登録
タータンの総数は、その同一性を判定する方法の違いから幅があるが、およそ3,500から7,000ほどの固有のタータンが存在すると考えられ、毎年150件ほど新たなデザインが登録されている。さらに modern や ancient といったカラーバリエーションが加わり、多彩なものとなっている。
20世紀後半までは中心的、公式なタータンを登録する機関は存在せず、スコットランドやカナダ、アメリカにある独立した機関が銘々タータンの登録を行っていた。1960年代にスコティッシュ・タータン・ソサエティ (STS) が設立され、現存するすべてのタータンを登録・保存していった。STSのタータン登録所 Register of All Publicly Known Tartans (RAPKT) には2,700種類のタータンが登録されていた。しかし、STSは2000年ごろに経済的な問題から閉鎖する。STSのメンバーだったものたちは、新たにスコティッシュ・タータン・オーソリティ (STA) とスコティッシュ・タータン・ワールド・レジスター (STWR) を設立した。この2つの組織は RAPKT のデータベースを下敷きに登録を行っていった。STAのインターナショナル・タータン・インデックス (ITI) には2004年の時点で3,500のタータンが登録されていた。STWRのデータベースには同じく2004年の時点で3,000件登録されていた。両機関ともスコットランドの慈善団体として登記され、リクエストに応じてタータンの登録を行っていた。
民間団体が独自に登録を行うことは混乱を招くため、2008年にスコットランド・タータン登録法 (Scottish Register of Tartans Act 2008) が制定され、スコットランド国立公文書館の配下にあるスコットランド・タータン登記所 (SRT) に登録されるようになった。設立に際し、それまで登録を行ってきたSTAとSTWRのデータベースはSRTに引き継がれ、新規の登録は2009年2月5日から始まった。ウェブサイトからタータンの登録が行え、タータンのスレッドカウントを調べることや、新しく登録されたタータンの通知を受けることができる。

## マナー
ヴィクトリア時代からタータンの権威たちは、タータン、特にクランやファミリーに関係したものを着用する際にはマナーがあると述べてきた。つまり、クランメンバーでないものはクラン・タータンを着用すべきでないという考え方である。この特定のタータンには着用資格が存在するという考え方はユニバーサル・タータン、フリー・タータンといった用語を生み出した。ユニバーサル・タータンと呼ばれるものは誰でも着用できるタータンとされており、ブラックウォッチやカレドニアン、ハンティング・スチュアート、ジャコバイトなどのタータンがユニバーサルとみなされている。また、クラン・タータンと同様に王室だけに許されたロイヤル・タータンも存在する。しかしながら着用を禁止するまたは許可する法令というものは存在しない。ただしバーバリーチェックのように登録商標として販売などに関して法的に保護を受けているタータンは存在する。
クランに関した書籍ではこのような着用についての規則やガイドラインといったものが数多く見受けられる。スコットランド・タータン登記所に記載されているタータンの選び方では、まず自身の姓に関係するタータン、それがない場合は祖先の出身地域に関係したタータンを選ぶとしている。ただし、これは法的な決まり事ではなく慣習であり、誇りをもって好きなタータンを着用するようにともされている。スコティッシュ・タータン・オーソリティ (STS) のFAQでは、父親のタータンよりも夫のタータンが好みなのだが着てもよいかという質問に対し、血のつながりを重視し父親のものを着用すべきとしているが、どうしても気に入ったのなら夫のものを着用してもよいとも記されている。クランの中にはチーフ・タータン、ファミリー・タータンというものを持つクランもあり、これらのタータンをクラン・メンバーが着用することを禁じている。ロイヤル・タータンであるバルモラルは王室以外のものが使用すべきでないとされている。STSでは、イギリス国外ではこの長年の伝統が無視されてバルモラルと称したタータンが製造されていることに触れ、スコットランドで着用すれば法的な罪には問われないものの、社会的・道義的な罪を犯したと見られるだろうと述べている。ペイズリー・クランのクラン・チーフは、伝統文化を重んじ、品位を損ねず、敬意を払って接して欲しいと述べている。